# Maïwenn
Pour les articles homonymes, voir Le Besco et Maïwenn (homonymie).
Maïwenn Le Besco, plus connue sous le mononyme Maïwenn, est une réalisatrice, scénariste, actrice, chanteuse et productrice franco-algérienne, née le 17 avril 1976 aux Lilas (Seine-Saint-Denis).
Issue d'un couple d'acteurs, elle apparait à l'écran dès l'âge de cinq ans, en utilisant d'abord son nom de famille, puis son seul prénom à partir de 1991,,. À six ans, elle incarne Isabelle Adjani enfant dans L'Été meurtrier avant d'être une des têtes d'affiche de la sitcom La Famille Ramdam portée par Mehdi El Glaoui.
Après avoir travaillé en tant qu'actrice pour les réalisateurs Luc Besson (Léon et Le Cinquième Élément), Alexandre Aja (Haute Tension), les frères Larrieux (Tralala) ou encore Claude Lelouch, elle se lance dans une carrière de réalisatrice en tournant en 2006 un film autobiographique, Pardonnez-moi.
En 2011 le succès inattendu de Polisse, la propulse au rang des plus importantes réalisatrices françaises de sa génération, aux côtés de Rebecca Zlotowski, Justine Triet ou encore Alice Winocour et figure de proue du renouveau des réalisatrices.
Parallèlement à sa carrière cinématographique, elle s'est également illustrée au théâtre dans des mises en scènes de Daniel Mesguich (Lorrenzaccio en 1985), Aurélien Recoing puis Antoine Vitez (Hippolyte en 1979 et 1982), ou encore  Michel Didym (Habiter le temps en 2020). Cependant son spectacle le plus célèbre reste son seule en scène intitulé Le Poids Chiche mis en scène par Orazio Massaro, dans lequel elle interprète notamment sa mère à la manière de celui de Guillaume Gallienne avec Les garçons et Guillaume, à table ! parut en 2008.
En 2023, elle revient sur le devant de la scène internationale avec son film historique Jeanne du Barry où elle est la tête d'affiche aux côtés de l'acteur américain Johnny Depp.
Maïwenn a notamment remporté un Prix du jury au Festival de Cannes, un Globe de cristal, deux Chisteras, deux Lumières ainsi que huit nominations aux Césars.

## Biographie

### Jeunesse
Maïwenn naît dans une famille d'artistes et grandit dans le quartier de Belleville à Paris, d'un père breton ayant aussi des origines vietnamiennes, l'acteur Patrick Le Besco, alors gardien de nuit, qu'elle présente comme « violent », et d'une mère franco-algérienne, Catherine Belkhodja, qui a voulu faire d'elle une star dès l'âge de 3 ans.
Son grand-père Kadour Belkhodja (1925-2017), Algérien d'origine turque, qui joua aussi dans des films, fit la guerre d'Algérie du côté du FLN, adhéra au PC et fut membre en France de la CGT quand il travailla aux PTT en habitant Gennevilliers. Revenu en Algérie, il fut chargé de l’émigration au ministère du Travail de 1965 à 1972, et ensuite au ministère des Anciens Moudjahidines jusqu’en 1975, sous la direction de Mahmoud Guennez. Sa grand-mère est Jeanne Mauborgne.
Sœur aînée de l'actrice, scénariste et réalisatrice française Isild Le Besco et du directeur de la photographie Jowan Le Besco, elle a également une demi-sœur et un demi-frère, Kolia Litscher (en), qui a joué lui aussi dans des films.

### Carrière

#### Débuts houleux comme actrice (1981-1991)
Maïwenn commence sa carrière dans le cinéma d’abord en étant actrice. Dès l’âge de cinq ans, sa mère, l'actrice et éditrice Catherine Belkhodja, l'amène à  différents castings. Elle souhaite même que Myriam Bru devienne son agent. Cette dernière refuse, expliquant qu’elle ne sentait pas le désir de l’enfant, mais surtout celui de la mère. Devenue adulte, Maïwenn accusera dans la presse ses parents de maltraitance physique et psychique. En particulier, elle explique lors de la sortie en 2011 de Polisse, son premier succès en salles comme réalisatrice et qui évoque la brigade de protection des mineurs, qu'elle aurait préféré en connaitre l'existence dans son enfance . « Sa mère n'avait pas fait de carrière et voulait à tout prix qu'elle soit actrice. À trois ans, elle la traînait dans tous les castings. Après, Maïwenn y allait toute seule, un gosse dans chaque main, un autre dans le dos ».
Quoi qu’il en soit, la petite Maïwenn apparaît pour la première fois à l’écran à 5 ans, dans L'Année prochaine si tout va bien de Jean-Louis Hubert et deux ans plus tard, elle apparaît au théâtre dans Hippolyte d'Antoine Vitez. Dans L'Année prochaine si tout va bien (1981), coscénarisé par l’humoriste Josiane Balasko, elle croise Isabelle Adjani, qui deviendra une de ses grandes sources d’inspiration et à qui elle donnera souvent la réplique. Elle y joue aussi avec Thierry Lhermitte et Marie-Anne Chazel alors en pleine gloire.
L’année suivante, le réalisateur Jean Becker la choisit pour le rôle d’Isabelle Adjani enfant dans L'Été meurtrier. Ce film la révèle à 7 ans auprès du public et de la critique qui voit en elle une jeune actrice prometteuse. Le film reçoit par ailleurs d’excellentes critiques et est nommé pour neuf Césars. En février 1990, il remporte quatre trophées. À treize ans, Maïwenn remporte le concours mannequin du magazine de mode pour adolescentes 20 Ans.
Elle apparaît d'abord dans des seconds rôles, successivement dans le drame L'État de grâce, le film expérimental Cinématon qui est un échec critique, ou encore L’Autre Nuit, dans lequel elle partage l’affiche avec sa mère (selon certains témoignages de l’époque, le tournage se révèle houleux entre elles) et Julie Delpy. Puis elle apparaît brièvement dans le film historique Lacenaire avec Daniel Auteuil, film reçu froidement par la critique. Il faudra attendre 1992 pour que la jeune femme, alors âgée de seize ans, obtienne un premier rôle d’exposition avec La Gamine, dans lequel elle joue le rôle d’une adolescente amoureuse en cavale, et où elle donne la réplique à Johnny Hallyday.
En 1991, Maïwenn a 15 ans et fait une rencontre qui va bouleverser sa vie : le soir des Césars, elle croise dans les toilettes du Fouquet's le réalisateur Luc Besson. Le cinéaste quitte pour elle sa première femme, l’actrice Anne Parillaud, et l’épouse sans tarder. Ils auront une fille, Shana Besson. Le réalisateur lui confie un tout petit rôle dans son thriller Léon, sorti en 1994, qui apporte à Jean Reno une reconnaissance longtemps espérée et révèle la toute jeune Natalie Portman, dont il lance la carrière. Le film est un énorme succès critique et commercial. C’est sur Léon que Maïwenn s’essaye à la réalisation, car son mari à l’époque lui confie la tâche de réaliser et de monter le making-off de son film.
Avec Luc Besson, la comédienne connaît la grande vie aux États-Unis, organisant de nombreux dîners dans leur maison de Los Angeles, entre autres pour la chanteuse Madonna. Au dernier moment, elle reprend le rôle de la divine cantatrice Plavalaguna dans Le Cinquième Élément. Ce rôle est peut-être l’un des plus célèbres de Maïwenn : pour le tenir, elle travailla sa respiration et le chant lyrique bien qu'elle ait été doublée. Ce n'est que plus tard qu'on a appris que c'était elle qui se cachait sous le costume de la cantatrice. Pendant le tournage, Luc Besson quitte Maïwenn pour sa nouvelle muse, l'actrice principale du film, Milla Jovovich.

#### Transition d'actrice à réalisatrice (2001-2009)

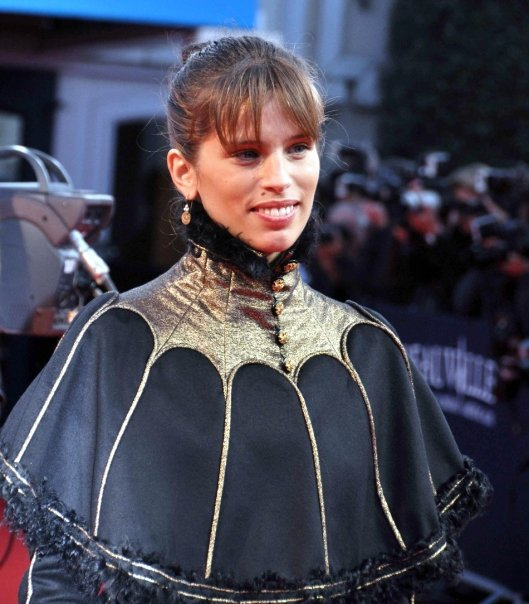
Maïwenn au Festival de Deauville de 2009.

Quand elle rentre en France, Maïwenn perd le goût de créer et de faire son métier. Elle connaît une grande période de dépression. Elle a de plus en plus de mal à trouver de nouveaux rôles et pense même un temps que sa carrière est terminée. Seule incursion notable au cinéma : La Mécanique des Femmes dans lequel elle apparaît furtivement. Elle reprend donc la route du théâtre. Encouragée par sa professeure de théâtre Corine Blue à réaliser, durant un cours, une improvisation sur sa mère, elle se lance dans l'écriture d'un one-woman-show en grande partie autobiographique, Le Pois chiche, qu'elle interprète en 2001 au Café de la Gare, sous la direction d'Orazio Massaro qui en assure également la réorganisation dramaturgique et la mise en scène.
En 2004, sort son premier court-métrage I'm an Actrice, qu'elle interprète aux côtés de sa fille Shana Besson. Deux ans plus tard, elle fait un retour médiatique inattendu comme actrice mais surtout comme réalisatrice : son premier long-métrage au scénario autobiographique, Pardonnez-moi, sort en novembre 2006. Il dépeint « les saccages d'une enfance », et où sa propre mère est incarnée par Marie-France Pisier qui la décrit sur le tournage comme « une folle absolue » et « assez agressive » mais qui « l'a séduite » car prenant des risques. Maïwenn y interprète Violette, une jeune actrice enceinte qui tourne un film sur sa famille pour éviter que son futur enfant n'hérite de sa névrose. Les critiques sont contrastées : Le Journal du Dimanche salue « le talent dans son expression la plus spontanée » et Le Parisien un « drame familial servi par des comédiens épatants », mais Libération prévient que « le spectateur est convié à tenir une place pour le moins inconfortable entre voyeurisme et compassion » et Le Figaro que le film est « parfois complaisant », même si c'est avec une « sauvagerie très maîtrisée ». Elle est citée aux César 2007 pour le meilleur espoir féminin et du meilleur premier film.
Elle réalise en 2009 son deuxième long-métrage, Le Bal des actrices, aux allures de comédie musicale, sur la face cachée des actrices. Chacune interprète une chanson d'un compositeur attitré et la musique du film est supervisée par Gabriel Yared. Maïwenn décrit le film comme du « Voici-chic ». JoeyStarr est cité au César du meilleur acteur dans un second rôle en 2010. Le film reçoit le prix Henri-Langlois 2009 de la « révélation ».
Elle préside le jury pour l'attribution du prix Cartier du Festival de Deauville 2009 et remet la palme au film The Messenger.

#### Ascension comme réalisatrice (2011-2023)
Son troisième film en tant que réalisatrice, Polisse, où elle joue aux côtés d'autres vedettes comme Karin Viard, Marina Foïs et JoeyStarr, a pour cadre le quotidien de la brigade de protection des mineurs de Paris. Il obtient le prix du Jury au festival de Cannes 2011 et remporte un succès en salles en France avec plus de deux millions d'entrées, mais loin derrière les autres succès de l'année 2012, le film muet The Artist et la comédie Intouchables. Elle est invitée par la présentatrice de France Inter Léa Salamé qui voit en elle une « l'une des réalisatrices les plus douées du cinéma français ».

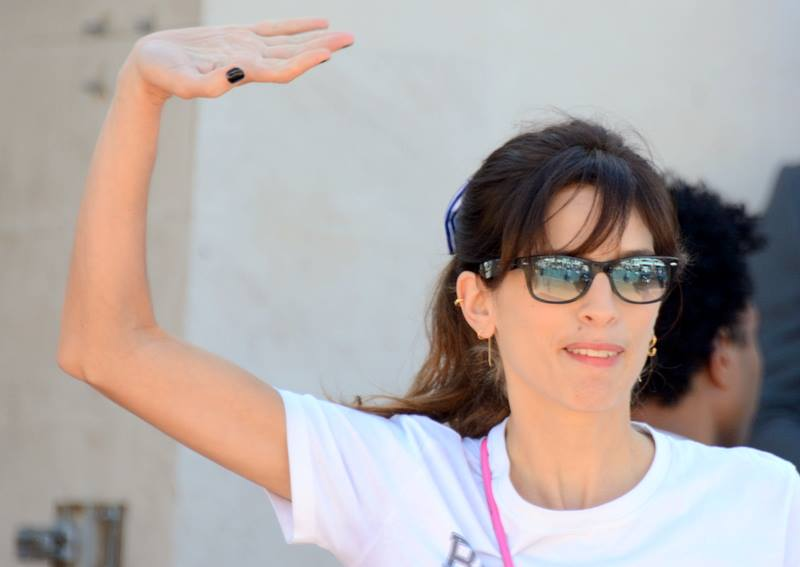
Au Festival de Cannes 2015, pour la présentation de Mon roi.

En juin 2012, elle est l'égérie publicitaire de la marque Chanel, choisie par Karl Lagerfeld, avec Brad Pitt. L'année suivante, elle doit incarner l'épouse d'Adrien Brody dans un film centré sur les coulisses du Festival de Cannes, intitulé 10 Jours à Cannes réalisé par Christopher Thompson et produit par Thierry Ardisson. Cependant pour des raisons d'emplois du temps et des contraintes annexes au tournage, ce projet est finalement annulé.
Fin 2015, sort son quatrième long métrage en tant que réalisatrice, Mon roi, avec Emmanuelle Bercot (qui décroche le prix d'interprétation féminine du Festival de Cannes) et Vincent Cassel dans les rôles principaux. Ce film devait être à l'origine son premier long-métrage mais en raison d'une écriture difficile, sa pré-production mit plus de temps. Le film fut difficile à monter en raison de l'hésitation d'Emmanuelle Bercot à accepter le rôle. Maïwenn pense alors à l'actrice américaine Jennifer Connely en seconde option en cas de refus. À sa sortie, le film obtient des avis contrastés.
En 2020, elle réalise ADN, son cinquième long métrage en tant que réalisatrice, dans lequel elle tient le premier rôle aux côtés de Fanny Ardant, Louis Garrel et Marine Vacth. Le film est sélectionné pour l'édition 2020 du festival de Cannes pour y obtenir le label Les Habitués.
En 2022, elle incarne Madame du Barry dans le film homonyme, film d'époque qu'elle réalise, face à Johnny Depp dans le rôle de Louis XV. Présenté lors de l'ouverture du festival de Cannes, le film est le plus gros succès d'un film d'ouverture depuis Gatsby le Magnifique, dix ans auparavant. En Europe, les critiques sont mitigées mais sont meilleures à l'international. Sur ce film elle partage aussi l'affiche avec Melvil Poupaud et Benjamin Lavernhe.
L'année suivante, Maïwenn tourne comme actrice dans le thriller Un coup de dés d'Yvan Attal. Elle y interprète l'épouse de Guillaume Canet et la mère de Victor Belmondo. Le film est un échec critique et public.

### Vie privée
Elle quitte l'école à 12 ans et son inscription aux cours par correspondance n'aboutit à rien. À 14 ans, elle fugue.
Du fait de ses mauvais rapports avec ses parents, Maïwenn décide de ne plus utiliser son nom de famille dans ses activités professionnelles et d'être créditée sous son seul prénom aux génériques des films,.
Elle entame une relation amoureuse avec Luc Besson à l'âge de 15 ans, ; il a alors 32 ans. À cette époque, la loi française autorise le mariage entre une très jeune femme et un majeur à condition que les deux parties aient l’autorisation des parents. Les parents de la comédienne refusent, mais celle-ci tient bon et finit par épouser Luc Besson, l'année suivante. Le 3 janvier 1993, elle donne naissance à une fille, Shanna. Selon elle, le film Léon s'inspire de leur relation amoureuse.
En 1996, sur le tournage du Cinquième Élément, Luc Besson la quitte pour le premier rôle du film, Milla Jovovich. À peine majeure et mère d'une petite fille, elle fait alors une dépression nerveuse et devient boulimique. Dix-sept ans plus tard, elle affirmera dans Le Monde qu'elle n'avait alors plus de compte en banque ni de couverture sociale. Elle fait alors des publicités et des traductions français-anglais, devient assistante de Smaïn et de Jean-Paul Gaultier.
En décembre 2002, sept mois après leur rencontre, elle se marie avec l'homme d'affaires Jean-Yves Le Fur, avec qui elle a un enfant, Diego, né le 7 juillet 2003. Le couple se sépare en 2004, se reforme au cours de l’année 2022 puis se remarie avant la mort de ce dernier deux ans plus tard.
Entre-temps, elle devient la compagne du rappeur et acteur JoeyStarr ; ils se séparent après le tournage du film Polisse.
À la suite de la publication de l'autobiographie de sa sœur Isild Le Besco, Dire vrai, parue en 2024, elle prend officiellement ses distances avec cette dernière.

## Affaires judiciaires

### Menaces contre l'actrice Julie Gayet
En 2015, Maïwenn a fait appel à un avocat en raison d'un différend avec l'actrice Julie Gayet, qui l'a fait apparaître, via des images d'archives, dans un documentaire sur les femmes réalisatrices et à qui Maïwenn reconnaît avoir dit : « C'est simple, je vais venir t'égorger de mes propres mains si tu ne vires pas ma séquence. »

### Condamnation pour l'agression d'Edwy Plenel
Fin avril 2023, le journaliste Edwy Plenel, cofondateur et président de Mediapart, est entendu par la police après avoir porté plainte contre elle le 7 mars,,. Le journaliste dit que, devant plusieurs témoins, elle l'a « saisi par les cheveux avec violence » et lui a tiré la tête en arrière avant de lui « esquisser un crachat au visage », alors qu'il dînait  avec un avocat dans un restaurant. Le 10 mai, au moment de la sortie de son film Jeanne du Barry, elle reconnaît l'agression sans la regretter sur le plateau de l'émission Quotidien,, ; Télérama qualifie cet entretien de « complaisant », et Arrêt sur Images dénonce cette banalisation de l'agression d'un journaliste.
Questionné le 17 mai par Variety, Edwy Plenel voit comme seule cause possible les enquêtes de Mediapart sur l'affaire Luc Besson, notamment deux passages concernant la rupture de la liaison entre Besson et Maïwenn,. Le 11 juin 2023, Maïwenn justifie son agression dans un long entretien au JDD, avec la journaliste Marie-Laure Delorme, coautrice en 2020 d’un livre avec l'avocat de Maïwenn Hervé Temime : la réalisatrice déclare avoir « ressenti » l'article de Mediapart en 2021 comme un « viol moral »,,,. Plusieurs grands médias donnent le lendemain la version de Mediapart,,,,,, qui déplore n’avoir « pas été contacté par le JDD »,,,.
Mediapart dénonce les « mensonges » d'une « interminable justification » en soulignant que les extraits de l'audition judiciaire de 2020 publiés étaient limités à quelques « éléments d’intérêt public » déjà publiés dans de nombreux médias et qu'il était « inconcevable de ne pas mentionner ».
Maïwenn est condamnée en janvier 2024 pour agression physique à une amende de 400 euros, à verser 1500 euros à Mediapart pour dommages et intérêts ainsi qu'à 500 euros pour les frais de justice d'Edwy Plenel et de son journal.

## Prises de position

### Approche générale
Maïwenn estime que « les artistes sont les politiciens de l’abordable » qui « font avancer l’opinion publique » car « quand on voit un politique parler, on ne comprend pas grand-chose », mais « quand les artistes le font, c’est accessible à tous ».

### Pétition contre l'extension d'une convention collective
Le 28 mars 2013, elle signe une pétition de 1 600 personnalités du cinéma français estimant que des pertes d'emplois artistiques et techniques, seraient causées par l’extension d’une convention collective signée par la Confédération générale du travail (CGT) et quatre grands groupes : Pathé, Gaumont, UGC et MK2.

### Position vis-à-vis du féminisme
En octobre 2020, dans un entretien au magazine Paris Match, elle prend la défense du cinéaste Roman Polanski et, comme l'avait fait Lambert Wilson sept mois auparavant, critique le départ de l'actrice Adèle Haenel lors de la 45e cérémonie des César, après l'attribution du prix de la meilleure réalisation à ce cinéaste,,, en déclarant ne pas adhérer au féminisme contemporain.

### Choix d'engager Johnny Depp
En mai 2023, en présentant la sortie de son film Jeanne du Barry dans l'émission Quotidien, elle affirme ne pas avoir vraiment hésité à engager l'acteur Johnny Depp pour le rôle de Louis XV, alors que ce dernier était mis à l’écart des plateaux d’Hollywood après les accusations de violences conjugales de son ex-compagne Amber Heard, car elle « ne s'est pas sentie légitime de le juger »,.

### Appel à un cessez-le-feu durant le conflit israélo-palestinien
Le 21 décembre 2023, elle signe une tribune dans Télérama, appelant à un cessez-le-feu immédiat à Gaza.

### Éviction de la présidence du Festival de Deauville 2024
Elle est ensuite pressentie pour devenir la présidente du jury pour l'édition 2024 du Festival de Deauville. Néanmoins, ce choix est remis en question à la suite d'une enquête pour harcèlement sexuel à l'encontre de Bruno Barde, l'ancien directeur du festival. Sa remplaçante Aude Hesbert, rétracte le choix de sa personne et désigne l'acteur Benoît Magimel pour le poste. Le Figaro, qui écrit un article à ce sujet, explique qu'en plus des accusations dont fait l'objet Bruno Barde, les positions controversés de Maïwenn sur l'impact du mouvement Me Too, sa collaboration avec Johnny Depp et son litige avec Edwy Plenel n'ont pas aidé.

### Recherche pour le cancer du pancréas
À la suite du décès de son mari, Jean-Yves Le Fur, Maïwenn apporte son soutien[Quoi ?] pour la recherche concernant le cancer du pancréas.

## Filmographie

### Actrice

#### Cinéma

##### Années 1980
- 1981 : L'Année prochaine si tout va bien de Jean-Loup Hubert : Prune
- 1983 : L'Été meurtrier de Jean Becker : Éliane jeune
- 1986 : L'État de grâce de Jacques Rouffio :
- 1987 : Cinématon no 994 de Gérard Courant : elle-même
- 1988 : L'Autre Nuit de Jean-Pierre Limosin : Joan

##### Années 1990
- 1990 : Lacenaire de Francis Girod : Hermine
- 1991 : La Gamine d'Hervé Palud : Carole Lambert
- 1994 : Léon de Luc Besson : la jeune femme blonde (créditée en tant que « Ouin-Ouin »)
- 1997 : Le Cinquième Élément de Luc Besson : la diva

##### Années 2000
- 2000 : La Mécanique des femmes de Jérôme de Missolz
- 2001 : 8, rue Charlot de Bruno Garcia (court métrage) : Karine
- 2003 : Haute Tension d'Alexandre Aja : Alex
- 2004 : Osmose de Raphaël Fejtö : une amie à la fête
- 2004 : Les Parisiens de Claude Lelouch : Shaa
- 2005 : Le Courage d'aimer de Claude Lelouch : Shaa
- 2006 : Pardonnez-moi d'elle-même : Violette
- 2008 : Le Bal des actrices d'elle-même : elle-même

##### Années 2010
- 2011 : Polisse d'elle-même : Melissa
- 2012 : Télé Gaucho de Michel Leclerc : Yasmina
- 2013 : L'amour est un crime parfait d'Arnaud et Jean-Marie Larrieu : Anna
- 2017 : Le Prix du succès de Teddy Lussi-Modeste : Linda
- 2019 : All Inclusive de Fabien Onteniente : Paloma

##### Années 2020
- 2020 : Sœurs de Yamina Benguigui : Norah
- 2020 : ADN d'elle-même : Neige
- 2020 : The Man in the Hat de John-Paul Davidson et Stephen Warbeck : la motarde
- 2021 : Tralala d'Arnaud et Jean-Marie Larrieu : Barbara
- 2022 : Neneh Superstar de Ramzi Ben Sliman : Marianne Bellage
- 2022 : Les Miens de Roschdy Zem : Emma
- 2023 : Jeanne du Barry d’elle-même : Madame du Barry
- 2023 : Un coup de dés d'Yvan Attal : Delphine

#### Télévision

##### Téléfilms
- 1985 : Double Face de Serge Leroy (téléfilm) : la fillette
- 2001 : L'Oiseau rare de Didier Albert (téléfilm) : Diane

##### Séries télévisées
- 1983 : Les Enquêtes du commissaire Maigret, épisode Un Noël de Maigret de Jean-Paul Sassy : Colette
- 1990 : La Famille Ramdam
- 2002 : Caméra Café, épisode La Fiancée venue du froid : Irina Katostefia
- 2002 : Nestor Burma, saison 7, épisode 1 Concurrences déloyales de Jacob Berger : Jade
- 2018 : Nox (mini-série télévisée) de Mabrouk El Mechri : Julie Susini

### Réalisatrice et scénariste

#### Cinéma

##### Longs métrages
- 2006 : Pardonnez-moi - également productrice
- 2009 : Le Bal des actrices
- 2011 : Polisse
- 2015 : Mon roi
- 2020 : ADN
- 2023 : Jeanne du Barry[78],[79]

##### Court métrage
- 2004 : I'm an Actrice

#### Collaboration
- 2017 : Paris, etc. avec Zabou Breitman

- 2019 : Chanson douce avec Lucie Borleteau

- 2022 : Les Miens avec Roschdy Zem

#### Publicité
- 2012 : Meetic[80]
- 2015 : Préjugés, pour la Fédération française de cardiologie, contre les maladies cardiovasculaires chez la Femme[81]
- 2019 : TGV inOui, avec l'agence Rosapark[82]

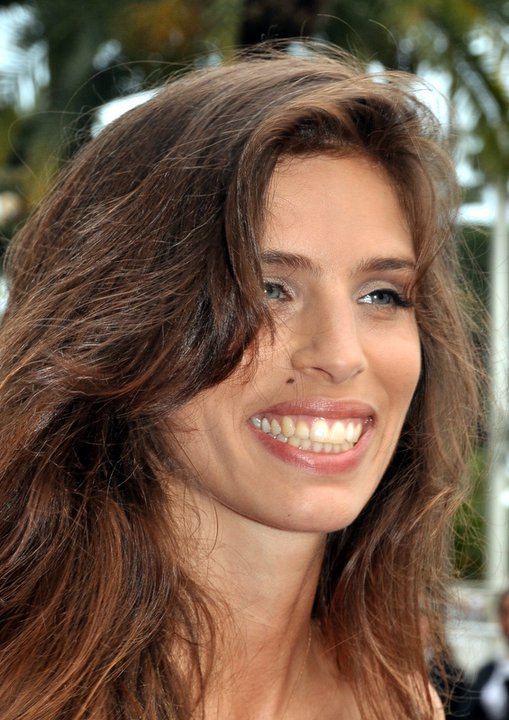
Au Festival de Cannes 2011, pour Polisse.

### Clips
- 1991 : Angélina, de PSY[83]
- 1999 : Promises, des Cranberries
- 2013 : L'amour est un oiseau rebelle, de Dani[84]

## Théâtre

### Actrice

#### Théâtre national de Chaillot
- 1979 : Hippolyte de Robert Garnier,mise en scène d'Aurélien Recoing.
- 1982 : Hippolyte de Robert Garnier, mise en scène d'Antoine Vitez.

#### Théâtre Gérard-Philipe
- 1985 : Lorenzaccio d'Alfred de Musset, mise en scène de Daniel Mesguich.

#### Théâtre de la Manufacture
- 2020 : Habiter le temps de Rasmus Lindberg,mise en scène de Michel Didym.

#### Opéra d'Avignon
- 1982 : Spectacle Ribeiro, écrit et mise en scène de Daniel Mesguich.
- 1983 : Le Terrier, librement adapté de Franz Kafka, mise en scène de Florentine Klepper.
- 1984 : Le Triomphe de l'amour de Marivaux, mise en scène de Florentine Klepper.

#### Café de la Gare
- 2001- 2003 : Le Pois chiche (one Maïw Show), d'elle-même, mise en scène d'Orazio Massaro.

#### Autres
- 1980 : Yerma de Federico García Lorca, mise en scène de Y. Hamid.
- 1999 : Une Petite Entaille, écriture et mise en scène de Xavier Durringer.

### Dramaturge
- 2001 : Le Pois chiche

## Distinctions

### Décoration
- Chevalière de l'ordre des Arts et des Lettres (2012)[85]

### Récompenses
- Gérard 2006 : Plus mauvaise actrice agaçante pour Le Courage d'aimer
- Festival de Sarlat 2006 : prix Découverte pour Pardonnez-moi
- Festival international de Saint-Jean-de-Luz 2006 :Chisteria du meilleur premier film et meilleure réalisatrice pour Pardonnez-moi
- Festival du film d'aventures de Valenciennes 2007 : prix Robert-Enrico pour Pardonnez-moi
- Prix Henri-Langlois de la révélation 2009 pour Le Bal des actrices
- Festival de Cannes 2011 : Prix du jury pour Polisse
- Festival Cinemania 2011 : Prix du public pour Polisse
- Prix Cinéma de la SACD 2012 pour Polisse[86]
- Lumières 2012 : Meilleure mise en scène pour Polisse
- Lumières 2021 : Meilleure mise en scène pour ADN

### Nominations
- Festival international des jeunes réalisateurs de Saint-Jean-de-Luz 2006 : Chistera du meilleur film et du public pour Pardonnez-moi
- Étoiles d'or du cinéma français 2007 : Meilleur premier film pour Pardonnez-moi
- César 2007 : Meilleur espoir féminin et meilleur premier film pour Pardonnez-moi
- Globes de cristal 2011 : Meilleure actrice dans une comédie pour Le Bal des actrices
- MyFrenchFilmFestival 2011 : Prix de la presse internationale et prix des blogueurs pour Le Bal des actrices
- Lumières 2012 : Meilleur scénario original pour Polisse
- Globes de cristal 2012 : Meilleur film pour Polisse
- Césars 2012 : Meilleur film, meilleure réalisation et meilleur scénario original pour Polisse
- Trophées du Film Français 2011 : Prix du public pour Polisse
- Festival de Cannes 2015 : Prix du scénario pour Mon Roi
- Lumières 2016 : Meilleure mise en scène pour Mon roi
- Césars 2016 : Meilleur film et meilleure réalisation pour Mon roi
- Césars 2021 : Meilleure réalisation pour ADN[87]